# روح‌های سرد
روح‌های سرد (به انگلیسی: Cold Souls) نام کمدی-درامی است که در سال ۲۰۰۹ به کارگردانی سوفی بارت ساخته شد. 

## خلاصهٔ داستان
در روح‌های سرد پل جاماتی نقش خودِ تخیلی‌اش را بازی می‌کند: بازیگری که تصمیم می‌گیرد از خدمات یک شرکت برای فریز کردنِ روح‌اش استفاده کند. ماجرا وقتی پیچیده می‌شود که در جریان قاچاق روح‌های فریزشده، روحِ جاماتی گم می‌شود. بعدتر مشخص می‌شود که روحِ او در سن‌پترزبورگ است.